# Nepytia juabata
Nepytia juabata là một loài bướm đêm trong họ Geometridae.